# Епархия Гоасо
 Епархия Гоасо (лат.  Dioecesis Goasoënsis) — епархия Римско-Католической Церкви c центром в городе Гоасо, Гана. Епархия Гоасо входит в архиепархию Кумаси.

## История
24 октября 1997 года Римский папа Иоанн Павел II издал буллу «Ad aptius provehendam», которой учредил епархию Гоасо, выделив её из епархии Суниани. 22 декабря 2001 года епархия Гоасо вступила в церковную провинцию Кумаси.

## Ординарии архиепархии
- епископ Peter Kwaku Atuahene (24.10.1997 — по настоящее время)

## Источник
- Annuario Pontificio, Ватикан, 200
- Булла Ad aptius provehendam  (лат.)